# Prey (Tiamat)
Prey è un album della band svedese gothic metal Tiamat, pubblicato nel 2003 dalla Century Media Records.

## Tracce
1. Cain - 5:25
2. Ten Thousand Tentacles - 1:34
3. Wings of Heaven - 4:32
4. Love in Chains - 4:24
5. Divided - 5:18
6. Carry Your Cross and I'll Carry Mine - 4:37
7. Triple Cross - 1:21
8. Light in Extension - 4:47
9. Prey - 3:31
10. The Garden of Heathen - 1:25
11. Clovenhoof - 4:54
12. Nihil - 6:09
13. The Pentagram - 7:20
14. Sleeping (in the Fire) (bonus track)

## Formazione
- Johan Edlund - voce, chitarra
- Thomas Petersson - chitarra
- Anders Iwers - basso
- Lars Sköld	- batteria